# ユリウス・マクシミリアン大学ヴュルツブルク

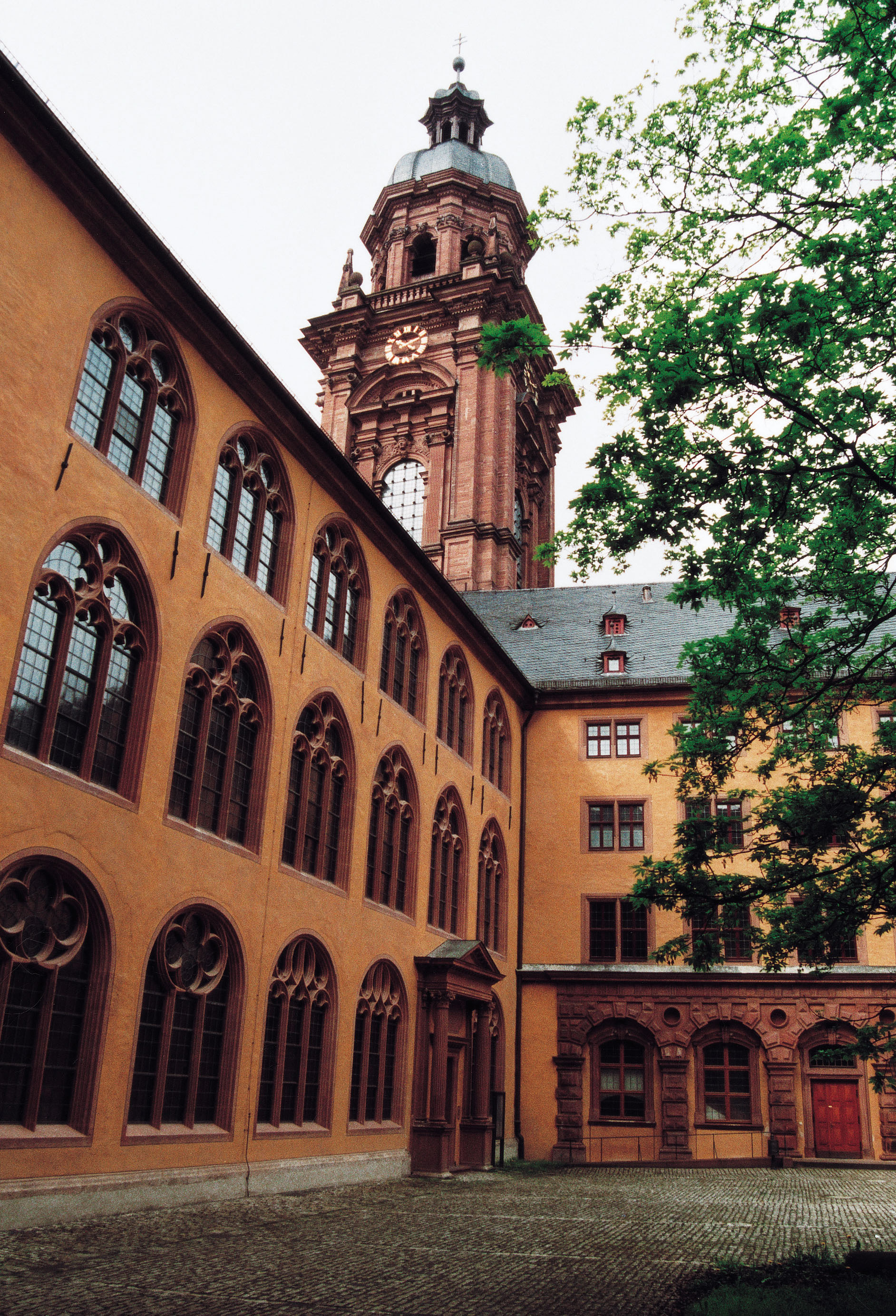
1591年に建てられた旧校舎

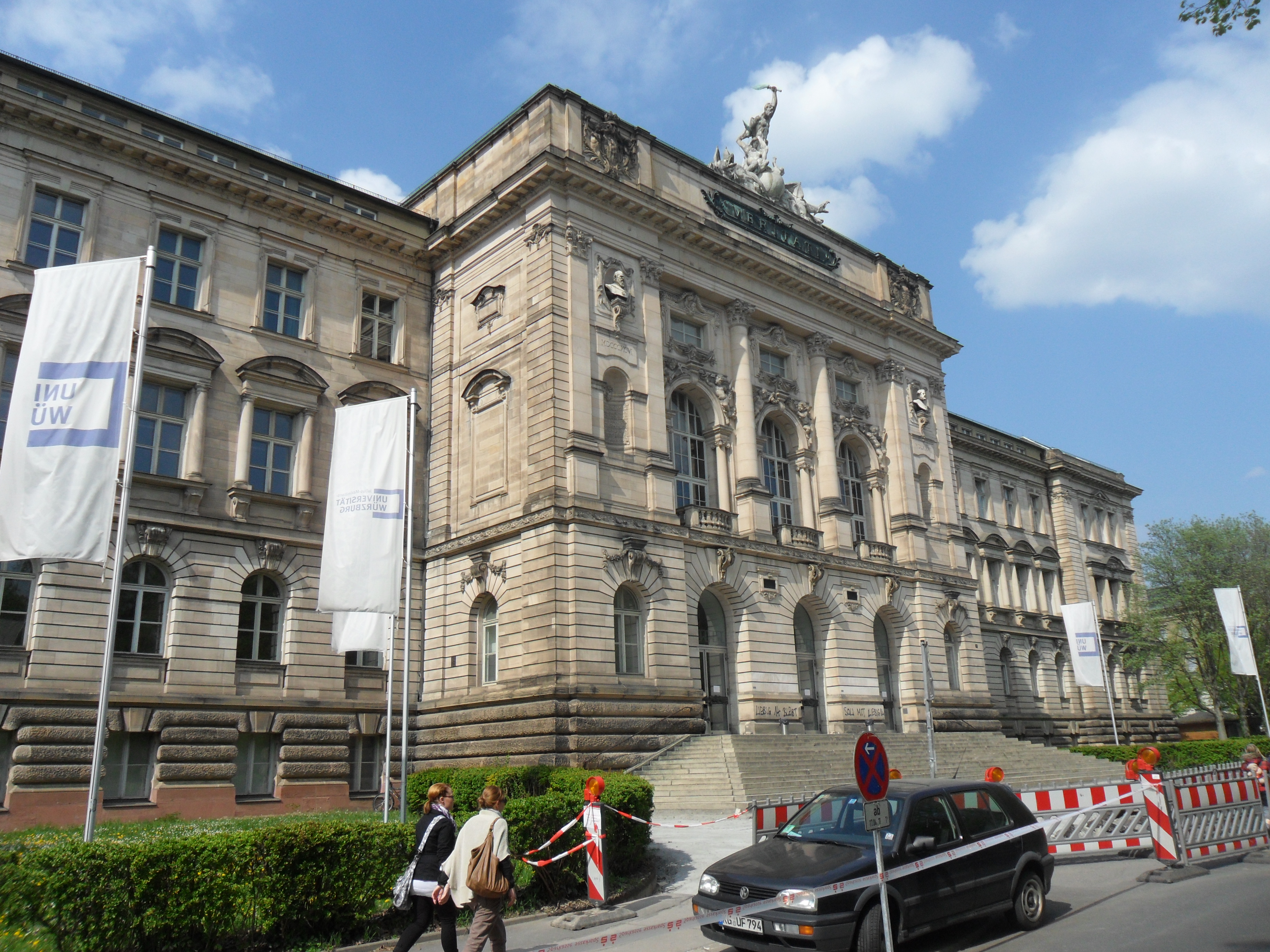
1896年に建てられた新校舎

ユリウス・マクシミリアン大学ヴュルツブルク（ユリウス・マクシミリアンだいがくヴュルツブルク、Julius-Maximilians-Universität Würzburg）は、ドイツ・バイエルン州ヴュルツブルクにある総合大学。通称はヴュルツブルク大学。1402年に創立された。

## キャンパス
主要なキャンパスはヴュルツブルク旧市街の東側に位置する。学生数は約21,000人であり、うち1,000人以上が国外からの学生である。

## 歴史

### 初期（1402年~）
1401年、ヴュルツブルク司教のヨハン・フォン・エグロフシュタインによって「ヴュルツブルク高等学校」として設立された。エグロフシュタインは、「ギムナジウム・ヘルビポレンセ」を4つの学部を持つ大学に改組することで、教員や学生の流入を増加させ、弁護士や聖職者の不足を補い、ひいては都市経済の発展につなげたいと考えた。
1402年12月10日、教皇ボニファティウス9世は大学設立を承認し、教皇特権を付与した。これにより、ドイツ語圏では4番目に古い大学となるヴュルツブルク大学が正式に設立された。

#### 閉鎖
1415年頃から、大学は資金不足により衰退を始めた。当時の資料の多くは特定することが非常に困難となっているため、1427年のヨハン・フォン・ミュンナースタットの任命が大学の最初の創設に明確に結び付けられる最後の公式文書となっている。しかし、当時すでに大学の重要性は低下しており、1430年までに教育活動は停止された。
1558年に司教に就任したフリードリヒ・フォン・ヴィルスベルクは大学の再建を検討した最初の人物だったが、聖職者と管理職の対立により実現することはなかった。

### 再開後（1582年～）
1551年に一部の科目が再開され、1567年には最初の博士号が授与された。対抗宗教改革の最中、1575年に司教のユリウス・エヒター・フォン・メスペルブルンは皇帝のマクシミリアン2世から特権を、翌年には教皇グレゴリウス13世からも新たな教皇特権が付与され、大学は100年ぶりに再開された。1582年1月2日、大学は正式に開校され、神学部・哲学部・法学部・医学部が設立された。当時の大学の名称は「ユリウス大学」だった。1591年には、接続された4つの学部棟と教会からなる旧校舎が完成した。医学部はユリウスシュピタール病院に置かれた。
当初、大学はカトリック教徒のみを受け入れていたが、1734年のフリードリヒ・カール・フォン・シェーンボルン司教による新たな学則の発布により、非カトリック教徒にも門戸が開かれた。また、神学教育の内容はイエズス会により決定されていたが、1773年にヴュルツブルク大学のイエズス会が解散されると、アダム・フリードリヒ・フォン・ザインスハイム司教は啓蒙主義者を神学の講師に採用し、将来の方向性の基礎を築いた。それ以来、啓蒙主義的な神学者はより活発に活動するようになった。しかし大学は、19世紀にヴュルツブルクがバイエルン王国に支配されるまでカトリック教会の性格を放棄しなかった。

### 19世紀以降
1800年頃、ヴュルツブルク大学で初めての学生協会が設立された。1807年には科学的な歯学教育が、1822年には政治学部が開設された。
また、ナポレオン戦争の間、大学の名称は何度か変更された。
- 1803年 - 選帝侯ユリウス大学（Churfürstliche Julius-Universität）
- 1804年4月～1805年6月 - ユリウス・マクシミリアン大学（Julius Maximilians Universität）
- ～1806年7月 - ヴュルツブルク選帝侯大学（Kurfürstliche Universität zu Würzburg）
- 1807年～1814年 - ヴュルツブルク大公大学（Großherzogliche Universität zu Würzburg）
- 1815年～1838年 - ヴュルツブルク王立大学（Königliche Universität zu Würzburg）

1838年の冬学期、大学は「王立ユリウス・マクシミリアン大学｣（Königliche Julius-Maximilians-Universität）に、その2年後には「王立バイエルン・ユリウス・マクシミリアン大学｣（Königlich Bayerische Julius-Maximilians-Universität）と改称され、以後80年ほどはこの名称が使用された。
1850年以降、大学は飛躍的に発展し、数多くの新たな建物が建てられた。ユリウスシュピタールとプライヒャーヴァルの付近には医学部が、現在のレントゲンリンクであるケーリッケ通りには自然科学部、プライヒャーホーフには歯学部が建てられた。加えて、基礎医学の教育を行う場として、1853年に「コレギエンハウス｣（Kollegienhaus）が構えられた。この建物は、ドイツ初の近代的なバイオセンターとして知られる。1866年には、アルブレヒト・フォン・グレーフェの弟子のロベルト・リッター・フォン・ヴェルツが、バイエルン国王によって初の眼科学教授に任命された。ヴェルツはドイツ語圏におけるエーテル麻酔の先駆者の一人でもあった。
1896年には、ヴュルツブルク大学医学部初の女性として、アメリカの生物学者マルセラ・オグレイディが入学した。
1901年から1911年の間、ヴュルツブルク大学出身の6人の研究者がノーベル賞を受賞した。このことはヴュルツブルク大学、特に哲学科の国際的重要性に大きく寄与した。
1918年のドイツ革命により、大学の名称から「王立」が削除され、現在の名称である「ユリウス・マクシミリアン大学」に改称された。
1933年から1945年のナチ党政権下において、ヴュルツブルク大学はユダヤ人学生を追放し、184人の研究者から博士号を剥奪した。2010年にこれらの出来事が検証された後、大学は2011年に公開式典を開催し、これらの研究者の名誉回復を行った。

### 戦後
第二次世界大戦後、最初に再開されたのは神学部だった。その後1946年1月に哲学部と自然科学部が、1947年に医学部と法学部の授業が再開された。学長のヨーゼフ・マルティンの報告によれば、軍政府は戦前・戦中に勤務していた教授150人のうち123人を解雇した。
1955年、地形学者のユリウス・ビューデルはヴュルツブルクにおけるアフリカ研究を大きく発展させた。ビューデルとホルスト・メンシングの研究旅行の成果がそれに大きく寄与し、ヴュルツブルクは1970年代後半までにアフリカの地理学研究の重要な中心地となった。
1960年代初頭、大学は生徒数の増加によるスペース不足に悩まされていた。そのため、1963年にバイエルン州政府は大学の一部を郊外のフーブラントに移転することを決定した。1965年5月11日、ゲルブルン近くの丘のフーブランドキャンパスで定礎式が行われた。敷地面積は111ヘクタール。その後、大学図書館、化学、バイオセンター、スポーツ施設、哲学・物理学・数学・コンピューターサイエンス棟、新食堂、学生寮など、数多くの施設が建設された。
また、既存の外科医院を皮切りに、1970年代には新たな学科、部門、クリニックが設立された。1970年には泌尿器科医院、1978年には特殊胸部外科学、外科X線診断科学、輸血医学・免疫血液学の学科が設立された。さらに、1969年6月16日にはバイエルン州初の麻酔科学教授職が医学部に設置され、カール=ハインツ・ヴァイス氏が講座長に就任した。
1973年にヴュルツブルク大学の学生の総数は1万人を超え、バイエルン州立音楽院はヴュルツブルク音楽大学に改組された。1981年、大学図書館はフーブラントの新館に移転された。
1983年1月31日、毒入り飲料による事件が発生した。硫酸タリウム(I)が混入された飲料が講堂の前に置かれ、「カーニバルパーティーの残り物、新入生に贈る」と書かれたメモが添えられていた。医学生のロベルト・Aがタリウム中毒により死亡し、他の11人は入院治療を受け、そのうちの一人、法学生のペーター・Sは後遺症を負った。犯人の身元は特定されていない。
2011年4月12日、フーブランドキャンパスに隣接する新キャンパス、キャンパス・フーブランド・ノルド（フーブランド北キャンパス）が開設された。これにより、39ヘクタールの敷地が新たに利用可能になった。北キャンパスは米軍基地（レイトン兵舎）の跡地を利用して建設された。2009年1月に米軍が撤退した後、大学は旧兵舎の一部を使用することができるようになった。軍用地からの転換は急速に進み、2014年には食堂が開館した。

## 組織
- カトリック神学部
- 法学部
- 医学部
- 第一哲学部
- 第二哲学部
- 生物学部
- 化学・薬学部
- 地学部
- 数学・情報学部
- 物理学・天文学部
- 経済学部

## 教員
- ヘルマン・フローン - 地理学者・気候学者。名誉博士[12]。
- エリック・ヒルゲンドルフ - 刑法学者・法哲学者。法学部学部長。

## ノーベル賞受賞者
- 1901年 ヴィルヘルム・レントゲン - 物理学賞
- 1902年 エミール・フィッシャー - 化学賞
- 1907年 エドゥアルト・ブフナー - 化学賞
- 1911年 ヴィルヘルム・ヴィーン - 物理学賞
- 1918年 ヨハネス・シュタルク - 物理学賞
- 1935年 ハンス・シュペーマン - 生理学・医学賞
- 1985年 クラウス・フォン・クリッツィング - 物理学賞
- 1988年 ハルトムート・ミヒェル - 化学賞

## 日本との関係
シーボルトが出た大学であることから、明治時代初期から日本人留学生が学んでいた。1872年に橋本綱常、1888年にはその長男も学籍登録している。その同級生に金杉英五郎、藤野正太郎、宮下俊吉、伊藤琴三、北川乙治郎（1864-1922、帰国後和歌山県立病院長、名古屋好生館病院院長、名古屋医師会会長）、馬越徳太郎（馬越恭平長男）、長与称吉、大西秀次(陸軍二等軍医)がいた。